# きいてほしいの、あたしのこと -ウィン・ディキシーのいた夏
きいてほしいの、あたしのこと -ウィン・ディキシーのいた夏（Because of Winn-Dixie）は、ケイト・ディカミロの児童文学。及びそれを原作とした映画。2000年出版。
日本では2002年にポプラ社より出版（訳：片岡しのぶ、絵：津尾美智子）。

## あらすじ
オパールは、牧師をする父と2人きりでナオミという小さな町に引っ越してきた女の子。町に来たばかりのオパールには友達がおらず、3歳の頃に母が家出したため寂しく過ごす。オパールは心の中で「神様、あたし友達が欲しいの。それから、もう一度お母さんに会いたい」とつぶやく。そんなある日、オパールはスーパーで一匹の野良犬に出会いウィン・ディキシーと名付けてそのまま家に連れて帰る。父から「飼い主が見つかるまで一時的に預かる」との条件で、オパールはウィン・ディキシーと暮らし始める。
オパールは父とトレーラーハウスを借りて住んでいるが、実はペット禁止。隣に住む大家・アルフレッドにウィン・ディキシーのことがバレて、夏が終わるまでに新しい飼い主を見つけると約束することに。後日散歩中のウィン・ディキシーは気ままに走りだし、ある時はペットショップ、またある時は図書館、さらには『魔女の家』へとオパールを振り回す。しかしオパールはそこにいる人と仲良くなり、ウィン・ディキシーはオパールに友達を見つけてくれる天才だった。
ペットショップで働くオティスと親しくなったオパールは、翌日から仕事を手伝いに訪れるようになる。図書館では物語のように色々と話を聞かせてくれる館長・ミス・フラニーと友達になる。また、“魔女”と呼ばれるおばさん・グロリアには「私は目が悪いけど心の目で見るからあなたのことを聞かせて」と言われる。オパールは、ずっと誰かに聞いて欲しかった自分の寂しい気持ちをグロリアに全て打ち明ける。ある雨の夜、眠れないオパールは母のことを話したがらない父に頼んで10個だけ母のことを教えてほしいと伝えるが、母の人柄などを9個聞いた所で終わりにされてしまう。
ある日オパールはオティスと警察官のやり取りで、オティスが過去に刑務所にいたことを知り動揺しグロリアに相談する。グロリアは自身が酒に溺れて失敗をした過去を打ち明け、「今のオティスを心の目で判断することが大切」と助言する。別の日オパールは、ミス・フラニーから曽祖父が南北戦争で傷つき人々を幸せにするためにキャンディー会社を作った話を聞く。そしてミス・フラニーからそのキャンディーをもらうオパールは、甘さと共に悲しみの味を感じる。ミス・フラニーからそのキャンディーには『悲しみ』の味付けがされていて、心に悲しみを持った人だけが感じる味だと聞かされる。
キャンディーをわけてもらったオパールは、父に１つあげると悲しみを感じて、10個目の話として母が酒に溺れた過去について伝えられる。オパールは世の中は、このキャンディーみたいに甘さと悲しみがごちゃ混ぜになっていると考える。ウィン・ディキシーや周りの人たちと過ごす内にオパールは次第に明るさを取り戻していく。後日、自分や周りの人の悲しみを癒やすためにどうしたらいいか考えたオパールは、ウィン・ディキシーが出会わせてくれた人たちを集めてパーティーをする。

## 映画
アメリカでは2005年2月18日にウォールデン・メディア/20世紀フォックス配給で公開。上映時間105分。日本では劇場未公開であり、2005年にDVD・ビデオレンタルとなった。

### キャスト
オパール（インディアナ・オパール・ブローニャ）
演 - アナソフィア・ロブ（日本語吹き替え：山脇小径）
10歳の少女。新しい友達がなかなかできず、自身が3歳の頃に出て行った母を恋しがり日々寂しく感じている。聞き上手のウィン・ディキシーに会話をしたり、散歩したりいつも一緒に行動している。ウィン・ディキシーに限らず動物好きでペットショップの動物の世話を手伝う。作中のオパールの心の声では、なぜか父のことを『牧師さん』と他人行儀に呼んでいる。
ウィン・ディキシー
オパールが飼い始めた中型犬。ウィン・ディキシーという名前は、オパールと出会ったスーパーの店名をそのまま取って付けられた。元気で人懐こく人の話に耳を傾けたり、笑顔のような表情をすることができる。基本的に放し飼いされていて、散歩もリードなしの状態でしている。苦手なことは、雷で病的に怖がりパニック状態になる。また寂しがり屋なため一人で留守番させると家の中を散らかしてしまう。
オパールの父
演 - ジェフ・ダニエルズ（佐々木勝彦）
町の牧師。ウィン・ディキシーの飼い主が見つかるまで家で預かる名目でしぶしぶ一緒に暮らすことを許可する。出て行った妻がどんな人物だったかをオパールにあまり話したがらない。厳格で真面目な性格。

#### オパールと親しい大人たち
グロリア
演 - シシリー・タイソン（大橋世津）
ちょっと変わったおばあさん。個性的で少々怪しげな見た目から魔女呼ばわりされている。目が悪いため杖をついて歩いている。過去に酒が原因で失敗したことがあり、今は飲むのをやめている。『心の目で見ること』をモットーとしており、グロリアに色々とアドバイスする。
オティス
演 - デイヴ・マシューズ（落合弘治）
いとこのガートルードから店を任されているペットショップの店員。いとこと同じ名前のおしゃべり好きなオウムなど多数の動物の世話をしている。オパールから頼まれて仕事の手伝いをさせている。静かな曲をギターで弾き語るのが得意。3年間服役した過去がある。
ミス・フラニー
演 - エヴァ・マリー・セイント（竹口安芸子）
図書館を管理する老婦人。過去に熊が図書館に来て怖い思いをしたため大の苦手。図書館に熊が来た時の話や曽祖父・リトマスの半生などを物語を語るようにオパールに話す。ナオミの町に工場があった頃は、活気が溢れ人々は悲しみを共有していたが今は廃れてしまって残念に思っている。

#### 町の子供たち
アマンダ・ウィルキンソン
演 - コートニー・ジンズ
いつもしかめっ面をした女の子。本好きでフラニーの図書館によく本を借りに行っている。実は、前年に弟が川で溺死しており、心に悲しみを抱えている。
スウィーティ・パイ・トーマス
演 - エル・ファニング
5歳の女の子。指しゃぶりが癖。作中に出てくるリトマスキャンディーが口に合わず吐き出している。
デューベリー兄弟（ダンラップ、スティーヴィー）
演 - ニック・プライス(俳優)、ルーク・ベンワード
二人とも丸刈り頭の少年。時々オパールと町で会うと嫌味を言うわんぱくな兄弟。グロリアによるとオパールに異性として気があり、注目されたくて嫌味を言ってるとのこと。

#### その他の主な人たち
アルフレッド
演 - B.J.ホッパー
隣に住む大家。オパールが暮らすトレーラーハウスの持ち主。足が悪いためいつも杖をついて歩く。頑固者で他人に厳しい性格。本来ペット禁止なため、ウィン・ディキシーを飼い始めた親子に「保健所に連絡しようか」など冗談半分で脅す。
警察官
演 - ハーランド・ウィリアムズ
町の警官。刑務所暮らしの過去があるオティスの行動を怪しんで、偉そうにネチネチと質問責めする。どこか間の抜けた人物。動物たちに嫌われているらしく体を突かれたりパトカーを傷つけられたりしている。

### スタッフ
- 監督：ウェイン・ワン
- 製作：トレヴァー・アルバート、ジョアン・シングルトン
- 製作総指揮：ラルフ・シングルトン
- 脚本：ジョアン・シングルトン
- 撮影：カール・ウォルター・リンデンローブ
- 音楽：レイチェル・ポートマン